# Guerillas in tha Mist
Guerrillas in Tha Mist è l'album di debutto del gruppo West Coast rap Da Lench Mob.

## Tracce
1. Capital Punishment in America
2. Buck tha Devil
3. Lost in tha System
4. You & Your Heroes
5. All on My Nut Sac
6. Guerillas in tha Mist
7. Lenchmob Also in tha Group
8. Ain't Got No Class
9. Freedom Got an A.K.
10. Ankle Blues
11. Who Ya Gonna Shoot wit That
12. Lord Have Mercy
13. Inside tha Head of a Black Man

## Samples
Buck tha Devil
- "Sing a Simple Song" di Sly & The Family Stone
- "Back to Life" di Soul II Soul

Lost in tha System
- "Aqua Boogie" di Parliament
- "It's Ain't No Fun to Me" di Graham Central Station
- "Lick the Balls" di Slick Rick

You & Your Heroes
- "Ironside" di Quincy Jones
- "Fight the Power" di Public Enemy

All on My Nut Sac
- "Goodbye, So Long" di Funk Inc

Guerillas in tha Mist
- "California My Way" di The Main Ingredient
- "D'Void of Funk" di Parliament
- Excerpts from the film Gorillas in the Mist
- "The Payback" di James Brown
- "Tribal Jam" di X-Clan

Freedom Got An A.K.
- "Dance Across the Floor" di Jimmy (Bo) Horne
- "Gett Off" di Prince
- "Backed up Against the Wall" di Three Pieces
- "Medley (Son of Shaft/Feel It)" di The Bar-Kays

Ankle Blues
- "N.T." di Kool And The Gang
- "Space Lady" di Lonnie Liston Smith

Who Ya Gonna Shoot wit That
- "Ode to Billy Joe" di Lou Donaldson

Lord Have Mercy
- "Dreaming About You" di Kevin Toney